# 惊奇队长 (DC漫画)
沙贊，舊稱為驚奇隊長（英語：Captain Marvel），是DC漫畫出版的一位虛構超級英雄。
最先由福西特漫畫出版，其後由DC漫畫出版，這名漫畫角色是由藝術家C·C·貝克與作家比爾·帕克在1939年創作出來，其首次登場於《惠茲漫畫》#2（1940年2月），之後在DC漫畫於2011年時進行的「新52」重啟計劃中，將角色更名為「沙贊」（Shazam）。
沙贊受《Wizard》雜誌評為第五十五位有史以來最偉大的漫畫人物，IGN也排角色作為有史以來最偉大的漫畫英雄中第50位，UGO Networks排他為最具娛樂性的頂級英雄。

## 人物
威廉·喬瑟夫·「比利」·貝特森（William Joseph "Billy" Batson）是一名於電台工作的青少年記者，後來被巫師沙贊揀選成為道德的捍衛者。
自此，每當比利呼喚起巫師沙贊的名字時，他就會瞬間被一道魔法閃電擊中，讓他變身為一名被賦予六座傳奇雕像能力的成年超級英雄。
沙贊在他的歷險故事中被譽為「世上最強大的凡人」，但卻被希瓦納博士取了個「大紅奶酪」的綽號，然而，這綽號後來仍舊是被沙贊的粉絲們給正式接受。
他的一些朋友與家族成員，例如較著名的沙贊家族團隊、沙贊瑪麗與小沙贊和比利一樣有那種能力，並成為「沙贊」成員。
根據漫畫銷售的情況來說，沙贊是1940年代最受歡迎的超級英雄，因為他的《驚奇隊長歷險記》漫畫書系列於1940年代中期賣出的份數比《超人》以及其他作為競爭對手的超級英雄漫畫要多。
沙贊是首位被改編成電影的漫畫超級英雄，出現在共和電影公司名為《驚奇隊長歷險記》的電影系列中。

## 能力
驚奇隊長被魔法賦予了多位神話人物的能力，其中包括超人的力量、速度和耐力、刀槍不入的身體、飛行能力、無畏無懼的精神、極高的智慧、強大的心靈感知能力、控制和發射魔法閃電。
當比利大喊一句咒語「沙贊！」（Shazam!）時就能將自己變身為驚奇隊長，之後同樣只要再喊一句「沙贊！」後，就能從驚奇隊長再度變回比利。
變身成驚奇隊長的比利能獲得以下的能力：
| 字母 | 代表 | 神                | 解說 |
| ---- | ---- | ----------------- | --- |
| S    | 智慧 | Solomon所羅門     | 由所羅門賜與的能力。這種能力使驚奇隊長擁有學者般的知識和過目不忘的記憶力，還能讓他看得懂象形文字。在早期的故事中，所羅門甚至給予了他催眠別人的能力。 |
| H    | 強大 | Hercules 海克力士 | 由海克力士賜與的能力。擁有與超人不相上下的強大力氣，使他成為DC宇宙中最強大的角色之一。他能夠輕鬆地彎曲鋼條和打穿牆壁等。在漫畫中，這股力量已經發展得能與超人相當。                                                                                             |
| A    | 耐力 | Atlas 阿特拉斯    | 由阿特拉斯賜與的能力。這種能力能使他承受極端類型的物理攻擊。此外，他甚至不需要吃飯、睡覺或呼吸，在驚奇隊長的型態下甚至能在太空中生存。在一些故事中，阿特拉斯的耐力幾乎能讓他變得無懈可擊。                                                                     |
| Z    | 力量 | Zeus 宙斯         | 由宙斯賜與的能力，使他擁有能釋放魔法閃電的能力，同時也增強了驚奇隊長的生理和心理方面，能讓驚奇隊長抵抗所有魔法和物理攻擊。以魔法作為能源，他能以雷電來使出不同的用途。在新52版本中，驚奇隊長能直接製造和控制雷電。在危機之前版本，宙斯給予他的力量為刀槍不入。 |
| A    | 無畏 | Achilles阿基里斯  | 由阿基里斯賜與的能力。在一些故事中，這也能賜與驚奇隊長戰鬥的技巧。在《Trials of Shazam!》系列中，這種能力被改成刀槍不入。而這也能使他的精神狀況保持在最佳狀態。                                                                                                |
| M    | 速度 | Mercury 墨丘利    | 由墨丘利賜與的能力。擁有和超人不相上下的速度和飛行能力，甚至超越超人。而在較早期的漫畫故事中，他只能跨越一段遠程距離。 |

## 出版历史

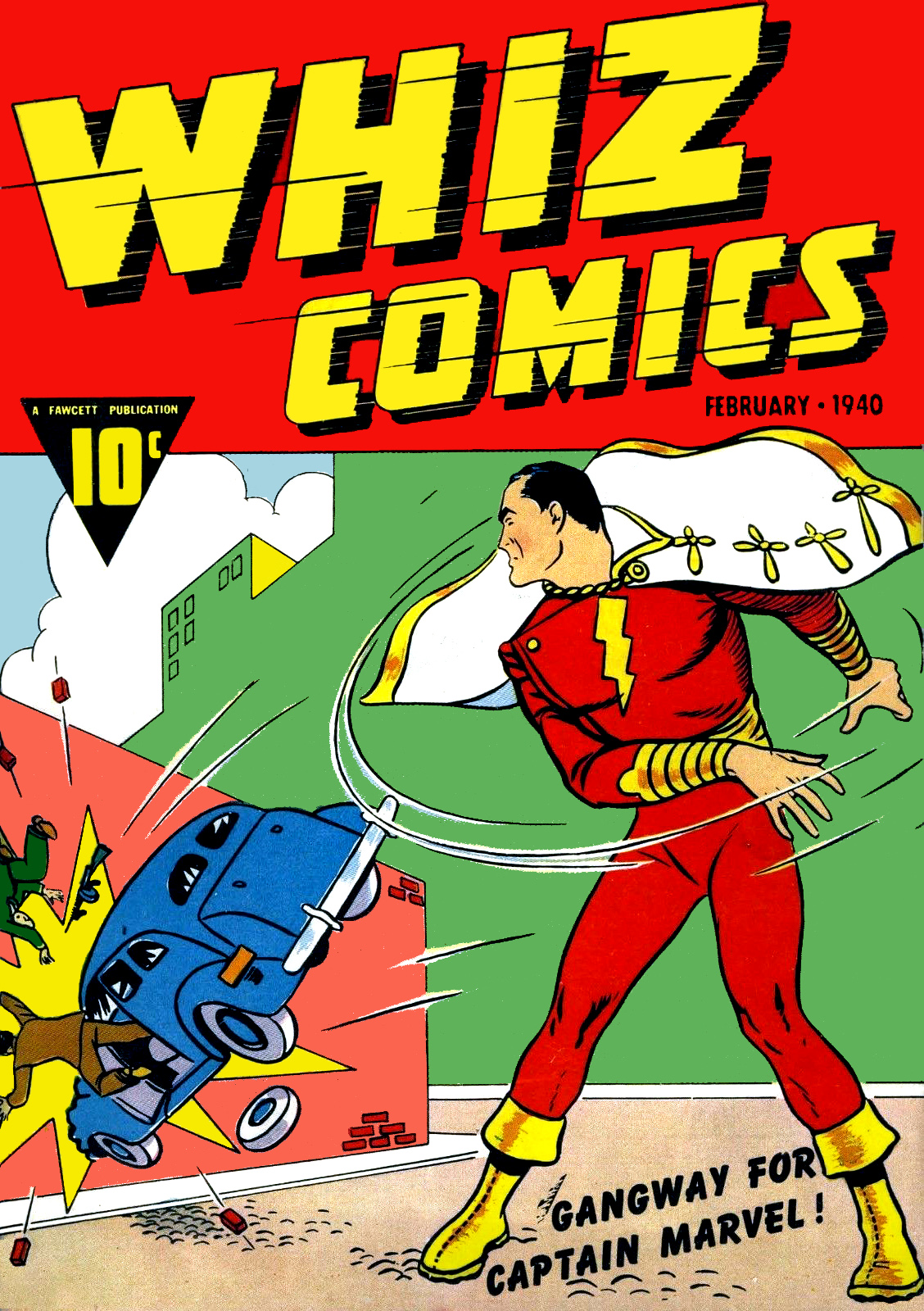
《惠茲漫畫》#2（1940年2月），該公司最受歡迎的角色驚奇隊長首次亮相（封面由C·C·貝克繪）

福西特於1953年停止出版了驚奇隊長的相關漫畫，其在某種程度上是因為「來自DC漫畫的版權侵犯訴訟」，後者斷定驚奇隊長的形像是對超人形象的非法盜版。
DC漫畫公司於1972年時，得到了驚奇家族角色的出版權後，並將它們重新出版上市，之後DC漫畫更於1991年時，獲得它們的所有權。
從此之後，DC漫畫公司並將驚奇隊長與驚奇家族合併到他們的DC宇宙中，且多次嘗試再造這些資產的知名度。
不過，儘管連哥倫比亞廣播公司也曾在1970年代時，上演過一部以驚奇隊長為主角，名為《沙贊！》的週六早晨電視系列真人影集，但驚奇隊長依然沒能重新在新一代的民眾裡贏得廣泛的吸引力。
然而，當時驚奇隊長的版權還不斷流動於福西特漫畫公司與DC漫畫公司之間的過渡期間時，更因漫威漫畫註冊了他們的《驚奇隊長》的漫畫商標，近而導致DC漫畫之後無法再繼續使用原本的名字來行銷他們的驚奇隊長跟驚奇家族等系列作品。
因此從1972年以來，DC漫畫公司就替換商標使用名稱為《沙贊！》來作為他們的漫畫標題，用此方式以便繼續行銷驚奇隊長這角色，但也因此才讓驚奇隊長這角色被部分常以標題就臆斷漫畫主角名稱為何的人誤稱為是「沙贊」。

## 其他媒體

### 電影
- 《Captain Marvel》：1941年電影[10]。
- DC擴展宇宙：由柴克·萊威飾演。
  - 《沙贊！》（2019年）：艾許·安傑飾演少年比利·貝特森。
  - 《沙贊！眾神之怒》（2023年）

### 電視劇
- 《SHAZAM!》：1974年到1976年電視劇[11]。

### 動畫
- 《正義聯盟：超級最前線》：2008年動畫電影。客串。
- 《超人/蝙蝠侠：公众之敌》：2009年動畫電影。未掛名登場。由瑞秋·麥克法蘭配音比利·巴特森。
- 《超人/沙贊！：黑亞當歸來》：2010年動畫電影。由傑瑞·奧康奈爾配音。
- 《正義聯盟：閃電俠之逆轉》：2011年動畫電影。由坎迪·米洛和珍妮弗·海爾配音佩德羅·潘納與比利·巴特森，並由史蒂文·布盧姆為雷霆隊長（另一平行世界的沙贊）配音。
- 《少年正義聯盟》：2011年動畫劇。協助少年正義聯盟。
- 《正義聯盟：開戰》：2014年動畫電影。由西恩·艾斯汀配音，而比利則由扎克·凱里森配音。
- 《正義聯盟：亞特蘭提斯的王位》：2015年動畫電影。仍由西恩·艾斯汀配音。

### 遊戲
- 《真人快打 VS DC漫畫英雄》：2008年格鬥遊戲。
- 《超級英雄：武力對決》：2013年格鬥遊戲，由NetherRealm Studios和DC漫畫的作家合作。